# Овер сир Оаз
Овер сир Оаз (фр. Auvers-sur-Oise) је насељено место у Француској у региону Париски регион, у департману Долина Оазе.
По подацима из 2011. године у општини је живело 6789 становника, а густина насељености је износила 534,99 становника/km².

## Демографија
| 1962. | 1968. | 1975. | 1982. | 1990. | 2011. |
| ----- | ----- | ----- | ----- | ----- | ----- |
| 3.747 | 5.124 | 5.808 | 5.722 | 6.129 | 6.789 |